# Orchistoma collapsa
Orchistoma collapsa är en nässeldjursart som först beskrevs av Mayer 1900.  Orchistoma collapsa ingår i släktet Orchistoma och familjen Orchistomidae. Inga underarter finns listade i Catalogue of Life.